# Desaparición de Marilyn Bergeron
En la mañana del 17 de febrero de 2008, Marilyn Bergeron (Chicoutimi, 21 de diciembre de 1983) abandonó su domicilio familiar en la ciudad canadiense de Quebec, diciendo a los suyos que se marchaba para dar una vuelta, de la que no regresó. Una cámara de seguridad de un cajero automático en Loretteville, a las afueras del municipio, grabó su intento de retirar dinero temprano en la tarde. Fue vista por última vez casi cinco horas después de salir de su casa en una cafetería en Saint-Romuald, situado en la otra punta de la ciudad y también en la otra orilla del río San Lorenzo, que corta Quebec en dos. Desde entonces, se han reportado muchos avistamientos de ella, especialmente en las afueras de Quebec y en Ontario, pero sin éxito.
La policía de la ciudad de Quebec, que continúa investigando el caso, ha teorizado con la hipótesis de que Bergeron se suicidara. Su familia, que ha presentado una recompensa por la información que conduzca a la resolución del caso, cree que en su lugar pudo haberse encontrado con un juego sucio. Poco antes de su desaparición, había regresado a Quebec desde Montreal, donde les dijo a sus padres, sin ser específicos, que algo había sucedido allí y que ya no se sentía segura viviendo sola.
Debido a esto, y a las limitaciones jurisdiccionales de la policía, la familia solicitó en repetidas ocasiones al Ministerio de Seguridad Pública de la provincia que ordene que el expediente del caso sea transferido a la policía de Montreal o al Sûreté du Québec, la policía provincial, quienes creen que podrían avanzar más. No obstante, todas las solicitudes pertinentes fueron rechazadas. Esto motivó que la familia contratara al exsecretario de justicia provincial de Quebec, Marc Bellemare, para presionar en su caso. También se interesó por el caso el periodista de sucesos Claude Poirier, quien dedicó un episodio de su serie de Poirier Enquête al caso.
En 2017, una amiga que conocía a Bergeron de su etapa en Montreal confirmó que se había vuelto cada vez más temerosa y solitaria en los dos meses anteriores a su desaparición. Dijo que le había preguntado si había sido violada o había presenciado algún tipo de crimen. Ella dijo que lo que le había pasado era "peor" que eso, pero se negó a dar más detalles.

## Trasfondo de la desaparición
Natural de la ciudad de Chicoutimi, el distrito más poblado de la ciudad de Saguenay en Quebec, su familia se mudó al distrito de La Haute-Saint-Charles de la ciudad de Quebec en 1998. Antes de eso, a la edad de 10 años, comenzó a tomar clases de música. En la escuela secundaria Roger-Comtois, su madre, Andrée Bechard, recuerda que Marilyn siempre intentaba continuar los estudios de música con el sueño de poder formar una banda. Más tarde, asistió a la Escuela Secundaria Neufchâtel, donde promovió sus intereses musicales con programas extracurriculares.
En una entrevista con Claude Poirier, los padres de Bergeron la recordaron como imprudente, a veces metiéndose en problemas y con amistades que consideraban eran una mala influencia para su hija. También dijeron que estaba abierta e interesada en todas las culturas y nacionalidades. Hablaba inglés y su francés nativo con la misma fluidez, también había aprendido un poco de español y estaba empezando a aprender ruso.
Después de obtener una licenciatura en Artes y Tecnología de los Medios en Cégep de Jonquière, un estudio de formación preuniversitaria, y tras tomar clases en el campus de Joliette del Cégep régional de Lanaudière, Bergeron se mudó a Montreal en 2005. Allí trabajó como asistente de ventas en Steve's Music Store, e hizo algunos trabajos independientes como editora de sonido para cadenas de televisión local. También había comenzado a estudiar finanzas en Industrial Alliance. Su esperanza era convertirse en azafata y mudarse al oeste de Canadá dentro de unos años.
A principios de 2008, Marilyn comenzó a decirle a su familia que ya no se sentía segura en Montreal y que quería regresar a Quebec. Marilyn le expresó a su madre que cuando lo hiciera, le diría por qué. El 10 de febrero de ese año, abandonó abruptamente su apartamento en la calle Hochelaga, en el arrondissement Mercier–Hochelaga-Maisonneuve, y regresó a la casa de sus padres. Seis días después, luego de dos viajes más a Montreal para recuperar sus pertenencias de su departamento, finalmente se mudó con sus padres de manera permanente.
Durante esa semana, su familia dijo que era obvio que algo la preocupaba profundamente. "¿Hay luz al final de este túnel?" le preguntó a su hermana, Nathalie, por teléfono. Ella dijo que no quería volver a Montreal nuevamente. Pero en ningún momento se sinceró con la familia y explicó los porqués de su salida. "Intentamos que hablara, pero ella no hablaba, solo lloraba", dijo Nathalie al Montreal Gazette un año después de los hechos.
Andrée Bechard confrontó a su hija sobre lo que había sucedido en Montreal y que la perturbó tanto que tuvo que regresar a casa tan rápido y dejar atrás su vida allí, aparentemente para siempre. Marilyn negó específicamente que sus problemas involucraran drogas, deudas o una relación. Cuando Andrée le preguntó a Marilyn si había sido "agredida", Marilyn no dijo nada y su rostro adquirió una expresión de dolor y comenzó a llorar. Andrée dijo que si no quería hablar con su madre, tenía que hablar con alguien y le sugirió que hablara con un psicólogo.

## Desaparición
En la mañana del 17 de febrero, apenas 24 horas después de haber terminado la mudanza de Montreal, Marilyn les dijo a sus padres que saldría a caminar. Llevaba un largo abrigo negro con ribete de piel sintética gris y botas de ante. Con la excepción de su tarjeta de crédito, no portaba en ese momento cualquier documento identificativo consigo.
Poco después de las 11 de la mañana, Marilyn se detuvo en un cajero automático en la Caisse Populaire en el Boulevard de l'Ormière, en Loretteville. Trató de retirar del cajero sesenta dólares, pero la operación fue denegada. Las imágenes de la cámara de seguridad publicadas más tarde la muestran mirando hacia atrás varias veces durante el intento de sacar dinero. También se la podía ver con una mochila negra colgada sobre un hombro.
A las 16:03 horas, Marilyn compró una taza de café en un Café Dépôt en Saint-Romuald, a 20 kilómetros al sur de la casa de sus padres, en el lado sur del río San Lorenzo. Pagó con su tarjeta de crédito. El empleado, que confirmó que Bergeron era la cliente a la que servía, dijo que parecía deprimida y ansiosa por salir de la tienda. Nadie la ha visto desde entonces, ni se ha utilizado su tarjeta de crédito.

## Investigación
Cuando Marilyn no regresó a casa esa noche, su familia denunció su desaparición ante la policía de la ciudad de Quebec, que pronto pudo rastrear sus registros bancarios hasta el cajero automático y la cafetería. También comenzaron sus propios esfuerzos para localizarla, buscando por la ciudad e imprimiendo y distribuyendo folletos con la imagen y los datos informativos de Marilyn, que incluía un tatuaje distintivo de Pegaso en su pecho superior derecho visible cuando usaba blusas escotadas. Se ofreció una recompensa de 10.000 dólares canadienses. Sus esfuerzos también incluyeron poner información en línea y la noticia fue cubierta por los medios locales.
Al principio, la policía no permitió que los padres de Marilyn vieran el vídeo de seguridad del cajero automático, al considerar que podía ser molesto mostrarlo. Cuando lo vieron, Andrée estuvo de acuerdo en que su hija parecía "indefensa". Claude Poirier visitó dicho cajero automático, y llegó a suponer que Marilyn podría haber estado mirando hacia atrás a un automóvil estacionado en la calle, que fácilmente podría haber visto desde ese ángulo. Si bien es posible que caminara los 25 kilómetros que separaban el cajero de la cafetería, que son más de 20 kilómetros en la ruta más corta, su familia creía que era muy probable que alguien la llevara en autostop o hubiera subido en algún taxi o autobús. Cuando la policía lanzó el vídeo del cajero automático en el aniversario de la desaparición de Marilyn un año después, preguntaron si alguien que pudiera haberla conducido ese día podría recordarlo y presentarse.
Después de las búsquedas iniciales, no salió a la luz nueva información durante casi dos años. En enero de 2010, Poirier fue contactado por un hombre que afirmó haber visto a Marilyn en Hawkesbury (zona de Ontario), una comunidad predominantemente francófona justo al otro lado del río Ottawa desde Quebec. Afirmó haberla visto regularmente durante el año anterior a la llamada; creía que ella se había establecido allí, con un hombre más joven, y se había mudado por la ciudad varias veces. Los clientes habituales en un restaurante del centro también dijeron que la habían visto allí, con un hombre, después de que le mostraron su foto.
Varias veces durante la década de 2010, la familia hizo solicitudes formales al Ministerio de Seguridad Pública para que el caso fuera transferido formalmente a la jurisdicción del Sûreté du Québec o la policía de Montreal. El primero tenía jurisdicción en toda la provincia y una reputación como la agencia de aplicación de la ley más capaz de Quebec; este último podría investigar en Montreal, donde habían llegado a creer que los amigos y conocidos de Marilyn de su vida allí podrían saber más que podrían ser útiles para resolver el caso. Si bien dijeron que la policía de Quebec había "hecho lo mejor", los Bergeron también estaban frustrados porque la policía de Quebec continuó investigando el caso estrictamente como una desaparición, posiblemente un suicidio, sin considerar la posibilidad de participación criminal.

### Hechos de 2017
Esas solicitudes fueron rechazadas regularmente, incluso después de que los Bergeron apelaran personalmente a la entonces ministra Lise Thériault en una reunión de 2015. En una conferencia de prensa de febrero de 2017 con el exsecretario de justicia provincial Marc Bellemare, a quien habían contratado como su abogado, Bellemare se unió a ellos para expresar su decepción porque todas sus solicitudes para transferir el caso, o incluso para permitirles examinar el archivo, habían sido rechazadas. Tanto la policía de Quebec como el SQ respondieron a través de los medios. La policía de la ciudad de Quebec confirmó que todavía veían el caso como una desaparición, y habían cooperado con otros servicios policiales e hicieron todo lo posible para mantener informada a la familia.
En esa misma conferencia de prensa, los Bergeron anunciaron que la recompensa por la información que condujo al paradero de Marilyn se había incrementado a 30.000 dólares canadienses. Bellemare también anunció que estaba estableciendo una línea de ayuda para las personas que creía que podrían tener información útil pero que no querían contactar a la policía directamente. "Ciertamente hay personas que saben cosas sobre lo que le sucedió a Marilyn", dijo. "Lo que queremos es encontrar a Marilyn. Ese es nuestro objetivo".
En una segunda conferencia de prensa en noviembre de ese año, los Bergeron anunciaron que la línea de noticias había generado 43 informes de avistamientos. Fueron acompañados por un hombre que había tenido algunas conversaciones con Marilyn durante sus últimos meses en Montreal que explicaron con más detalle por qué sentía que tenía que abandonar esa ciudad y regresar a casa tan abruptamente.
Jonathan Gauthier, un amigo de Marilyn de la universidad, se había vuelto a conectar con ella en Montreal a fines de 2007. El 10 de diciembre, le dijo a los medios, que había ido a su encuentro y habían salido de fiesta. En su departamento, fue inmediatamente sorprendido por la diferencia en el comportamiento de Marilyn. En lugar de ser alegre y optimista como lo había sido anteriormente, dice Gauthier, estaba deprimida, escuchando música en la oscuridad.
El ánimo de Marilyn se levantó un poco cuando fueron a la fiesta, pero luego, Gauthier continuó, después de hablar con una amiga suya, Marilyn de repente se puso ansiosa, como si esa conversación hubiera revivido un recuerdo desagradable, y pidió irse a casa. De vuelta en su apartamento, dijo, su estado de ánimo se deterioró aún más y ella comenzó a llorar continuamente. Intentando calmarla, Gauthier le preguntó si había sido violada o si había presenciado un asesinato; ella enfáticamente negó ambos.
En cambio, Marilyn le dijo que algo peor había sucedido. Gauthier le preguntó repetidamente qué era, pero ella se negó a decir. "Ni siquiera puedes empezar a imaginar por lo que he pasado, Jo", dice que le dijo. "Traté de que dijera lo que fue durante tres o cuatro horas", dijo. "Me dio la impresión de que ella no quería ponerme en peligro".

### Hechos de 2022
En una rueda de prensa celebrada en Hawkesbury en octubre de 2022, Bellemare relató otro posible avistamiento de Marilyn. Otro residente había declarado a la policía de Quebec que una noche fría y lluviosa de diciembre de 2009, él y su esposa se despertaron al oír que llamaban a su puerta a las 2 de la madrugada. Había una mujer joven, que sólo llevaba una chaqueta ligera, una camiseta blanca, vaqueros y zapatos de tacón, una protección inadecuada contra las inclemencias del tiempo. Llorando, preguntó si podía usar el teléfono para llamar a otra persona de la ciudad.
La pareja le dio una toalla para que se secara y ella se calmó. Llamó, pero no obtuvo respuesta. Entonces pidió indicaciones para llegar a una calle cercana. El hombre se ofreció a llevarla en coche, pero ella se negó diciendo que estaba lo bastante cerca como para ir andando. Tras disculparse por molestarles, se marchó entre 10 y 15 minutos después de llamar a la puerta.
Nunca volvió y la pareja pensó que se había perdido. Tres meses después, vieron un reportaje sobre la desaparición de Marilyn y la reconocieron como la mujer que había ido a su casa aquella noche. Había sido rubia en lugar de morena, pero la familia de Marilyn dijo que a veces se había teñido el pelo y mostró fotos suyas de rubia en la rueda de prensa.
El hombre de Hawkesbury había relatado el encuentro a la policía de Quebec más tarde, en 2010; no obstante, este testimonio no se hizo público antes de la conferencia de prensa. Béchard, que también estaba presente, cree que la mujer era su hija. Otra información nueva no especificada ha llevado a la familia a creer que la mujer podría seguir viva y vivir en algún lugar de Ontario. Béchard pidió a todo aquel que pueda saber algo más que se manifieste. "Si tiene una nueva vida y quiere que la dejen en paz, lo respetaremos", dijo.